# Alucitoidea
Alucitoidea Leach, 1815 è una superfamiglia di lepidotteri, presente in tutto il mondo con circa 240 specie.

## Etimologia
Il nome della superfamiglia si ricava da quello del genere tipo, Alucita, a sua volta dal latino alucĭta, che stava a indicare una specie di zanzara.

## Descrizione
Si tratta di piccole falene dalle abitudini notturne o al più crepuscolari, caratterizzate da una peculiare struttura delle ali, che in alcune specie si presentano suddivise in due o più lobi ciliati (fino a sette), tanto da assumere la forma di singolari "piume". Le caratteristiche anatomiche di questo taxon lo avvicinano per alcuni versi agli Pterophoroidea, ma anche ai Copromorphoidea e agli Epermenioidea; la questione dei rapporti tra questo e altri gruppi all'interno dei Ditrysia non è stata ancora sufficientemente indagata dal punto di vista molecolare.
Sono considerati probabili caratteri autapomorfici: 1) la presenza dei segmenti I-IV non mobili nella pupa; 2) la perdita della nervatura CuP sia nelle ali anteriori, sia in quelle posteriori; 3) il secondo sternite addominale che presenta posteriormente delle venule convergenti a formare una sorta di "V".
Anche la presenza di fasce anteriori munite di spinule sui tergiti addominali II-VII è stata proposta quale ulteriore caratteristica distintiva della superfamiglia, ma poiché si incontra tale peculiarità anche in Thambotricha vates, un Epermeniidae basale della Nuova Zelanda, non è ancora chiaro se tale carattere possa essere considerato apomorfico all'interno degli Apoditrysia (il clade che comprende, tra gli altri, anche Alucitoidea ed Epermenioidea).
Ulteriori apomorfie proposte sono: il processo sul submentum della larva (frequente nei Copromorphoidea), il gruppo di setole primarie laterali (L) sul protorace e la mancanza di spinule sull'addome della pupa.
Una divisione così marcata delle ali si osserva, all'interno dei Lepidoptera, esclusivamente negli Alucitoidea e negli Pterophoroidea; tale carattere è considerato una forma di sinapomorfia dei due gruppi.

### Adulto

#### Capo
Il capo è glabro ma può presentare dei "ciuffi" di scaglie piliformi, posizionati dorso-lateralmente negli Alucitidae, oppure anteriormente nei Tineodidae.
Gli ocelli possono essere presenti o meno (molto sviluppati in Tineodes), mentre i chaetosemata sono sempre mancanti.
Nell'apparato boccale degli Alucitidae, quando sono presenti, i palpi mascellari sono molto piccoli, con tre o cinque segmenti, mentre nei Tineodidae sono costituiti da un massimo di quattro articoli. I palpi labiali sono moderatamente lunghi e diritti nei Tineodidae (insolitamente lunghi in Tineodes), mentre negli Alucitidae appaiono un po' più lunghi e ricurvi, col secondo articolo munito di setole sensoriali; in alcuni casi, il segmento apicale può essere lungo quanto il secondo, oppure molto più corto e talvolta rivestito di larghe scaglie. La spirotromba è totalmente priva di scaglie anche nella parte basale.
Le antenne sono filiformi in ambo i sessi negli Alucitidae, con una lunghezza pari a poco più della metà dell'ala anteriore, scapo privo di pecten e talvolta la presenza di scaglie tra i vari articoli nel maschio; anche nei Tineodidae la struttura è filiforme, ma con lunghezza molto variabile (dai due terzi dell'ala anteriore fino a oltre l'intera lunghezza), e nei maschi possono essere ciliate.

#### Torace
Non sono presenti organi timpanici posti sui somiti del torace.
Le zampe dei Tineodidae sono lunghe e sottili, spesso con robusti speroni tibiali; le tibie delle zampe posteriori sono praticamente glabre nei Tineodidae, mentre negli Alucitidae possono avere scaglie piliformi molto allungate. L'epifisi è sempre presente in entrambe le famiglie. Negli Alucitidae la formula degli speroni tibiali è 0-2-4, mentre nei Tineodidae può essere talvolta 0-2-2.
Le ali possono essere intere oppure bilobate nei Tineodidae; negli Alucitidae si possono avere fino a sei lobi nell'ala anteriore e fino a sette lobi nella posteriore, sebbene nei generi Triscaedecia ed Hexeretmis le ali siano divise solo per meno di un decimo della propria lunghezza. Più in dettaglio, negli Alucitidae le divisioni possono trovarsi tra Rs ed M, tra i rami di M (solo due nell'ala posteriore), tra M3 e CuA, tra i rami di CuA e, solo nell'ala posteriore, dopo CuA. Nelle specie con ala posteriore a sei lobi, Sc+R confluisce su Rs, mentre in quelle con ala posteriore a sette lobi, Sc+R regge essa stessa un ulteriore lobo.
Pterostigma e CuP sono assenti. La spinarea è assente, tranne in alcuni generi di Alucitidae, dove comunque è molto ridotta ma ben definita.
Le nervature alari variano molto all'interno dei Tineodidae, con una forte riduzione del numero delle venature soprattutto nelle specie con ali più strette: in alcuni casi rimangono le vestigia di M nella cellula discale; in altri casi, da quest'ultima le venature da R1 a CuA2 dipartono tutte separatamente (ad es. in Palaeodes), mentre in Oxychirota, un ramo di R è assente; in altri generi di Tineodidae, le nervature alari possono essere parzialmente o totalmente assenti.
Nei Tineodidae, il frenulum della femmina è costituito da 1-3 setole, mentre quello del maschio è a singola setola Il retinaculum è rappresentato a sua volta da una serie di setole uncinate disposte lungo Sc, nell'ala anteriore del maschio, oppure da una serie di lunghe scaglie piliformi disposte lungo Sc, nella femmina.
L'apertura alare è compresa tra 10 e 34 mm nei Tineodidae e tra 7 e 28 mm negli Alucitidae.

#### Addome
Nei Tineodidae, l'addome appare lungo, affusolato e munito, sul II sternite, di apodemi ben sviluppati, come si possono osservare nei Tortricoidea. Negli Alucitidae, il II sternite addominale appare invece completamente rivestito di scaglie, e presenta, in entrambe le famiglie, un sistema di venature convergenti "a V", in direzione caudale.
Sui tergiti III-VI, o in alcuni casi II-VII, si osservano strette bande anteriori costituite da minute spinule.
Nell'apparato genitale maschile dei Tineodidae, l'uncus può essere allungato e sottile, oppure breve e tozzo, o talvolta bifido; lo gnathos può essere assente, come pure i transtilla. Le gonapofisi sono semplici e allungate, talvolta munite di un piccolo sacculus. Il vinculum è di struttura semplice, benché la juxta riveli un paio di robusti lobi laterali che reggono diverse setae. L'edeago presenta un coecum penis, ma mancano i cornuti.
Negli Alucitidae, l'uncus è affusolato e talvolta bifido; i socii sono assenti; i bracci laterali dello gnathos si uniscono a formare un lungo processo mediano, spesso appuntito; i transtilla possono essere presenti; le gonapofisi sono ridotte, di solito larghe alla base e più strette all'apice; il vinculum risulta ben sclerificato ma privo di sacculus; pure la juxta appare ben sclerificata, con due processi laterali; l'edeago è corto e tozzo, spesso con un solo cornutus.
Nel genitale femminile dei Tineodidae, il ductus bursae è affusolato e membranoso, come pure il corpus bursae, che rivela un robusto signum di struttura triangolare.
Nel genitale femminile degli Alucitidae, le papille anali sono sottili e le apofisi alquanto corte (risulta solo un po' più lunga quella posteriore); il ductus bursae è corto, ampio e membranoso; il corpus bursae si mostra arrotondato, con il signum che può assumere la forma di un disco dentellato, oppure essere assente; l'ovopositore è di lunghezza modesta.

### Uovo
Negli Alucitidae, l'uovo è di regola alquanto appiattito e pseudocilindrico; il corion mostra esternamente un reticolo di piccoli rilievi.

### Larva

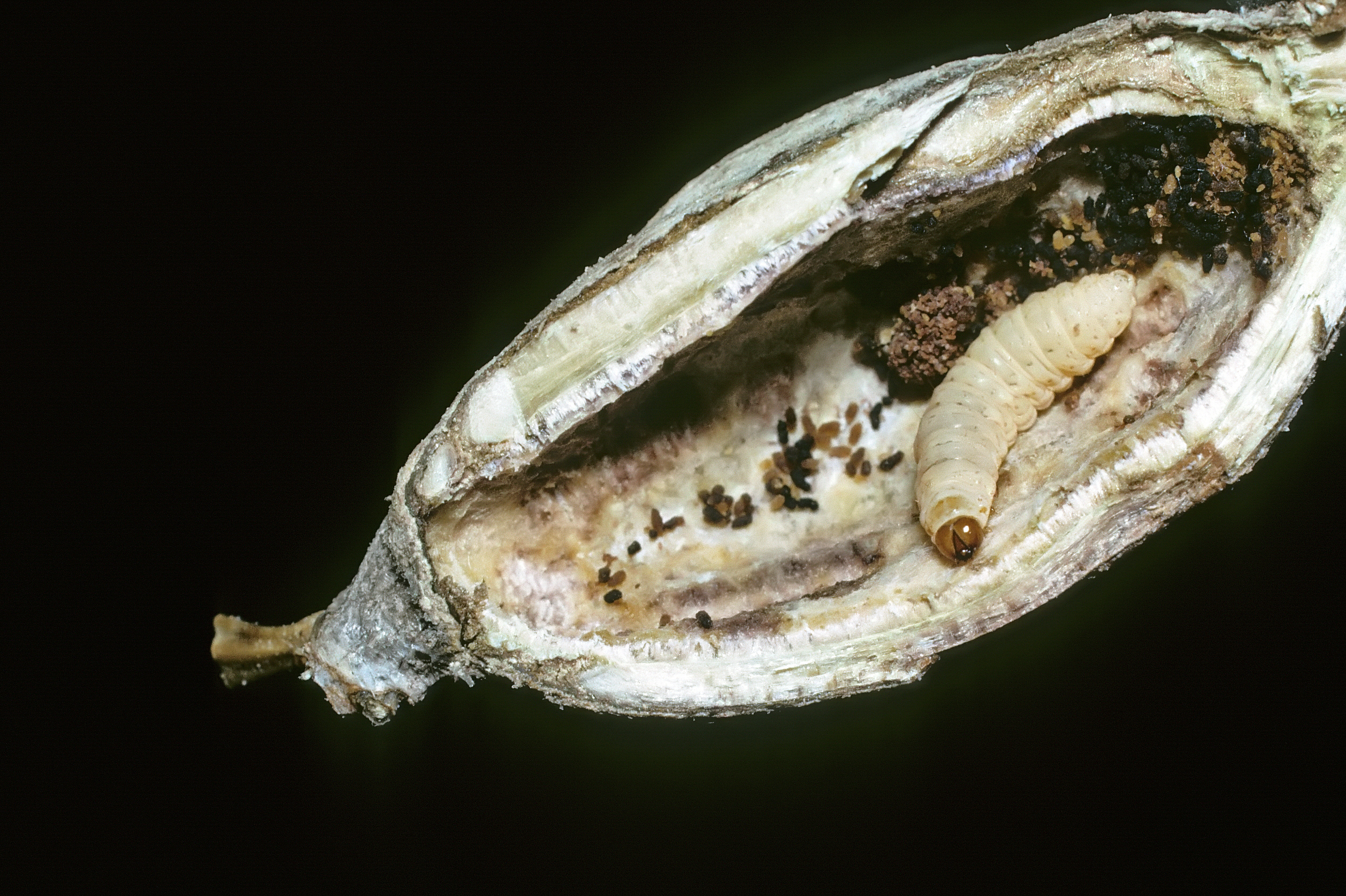
Larva di alucitide

Le larve di alcuni generi di Tineodidae non sono ancora state descritte.
Il bruco appare tozzo, con capo semiprognato e sei stemmata per lato; è contraddistinto dalla presenza di un processo retto dal submentum.
Le pseudozampe sono alquanto allungate nei Tineodidae, mentre appaiono più corte e tozze negli Alucitidae,; in entrambe le famiglie sono munite di un singolo ordine di uncini, disposti a formare un cerchio più o meno completo. Gli stigmi sono piccoli e tondeggianti, un po' più grandi nel protorace e nell'VIII segmento addominale dei Tineodidae.
In entrambe le famiglie le setole laterali L1 ed L2 si trovano su un singolo pinaculum nei segmenti addominali I-VIII, mentre L3 si trova in posizione più caudale.
Nei Tineodidae le setole subventrali (SV) sono tre dal I al VI segmento addominale, mentre si riducono a due nel VII e a una sola nell'VIII e nel IX segmento addominale; le setole dorsali D1 e D2 sono rette da un unico pinaculum, mentre una singola setola semidorsale SD1 è molto lunga è sorretta da un pinaculum separato.
Negli Alucitidae, sul protorace, si osservano due setole L su un pinaculum e altre due setole SV su un altro pinaculum; sul meso- e metatorace, si osservano ancora due setole L su un pinaculum, ma le setole SV sono ridotte a una; si ha una singola setola SV sul I e sul VII-IX segmento addominale, mentre il II segmento ne ha due e i segmenti III-VI ne hanno tre; sempre nel IX segmento addominale, le setole dorsali D1 e D2 sono rette da un unico pinaculum (ma D1 può mancare in alcuni generi), mentre l'unica setola subdorsale (SD1) è molto lunga e retta da un proprio pinaculum.
Nei Tineodidae non sono presenti setole secondarie, ma il corpo è densamente ricoperto da spinule, tranne sulle zone sclerificate della cuticola.

### Pupa

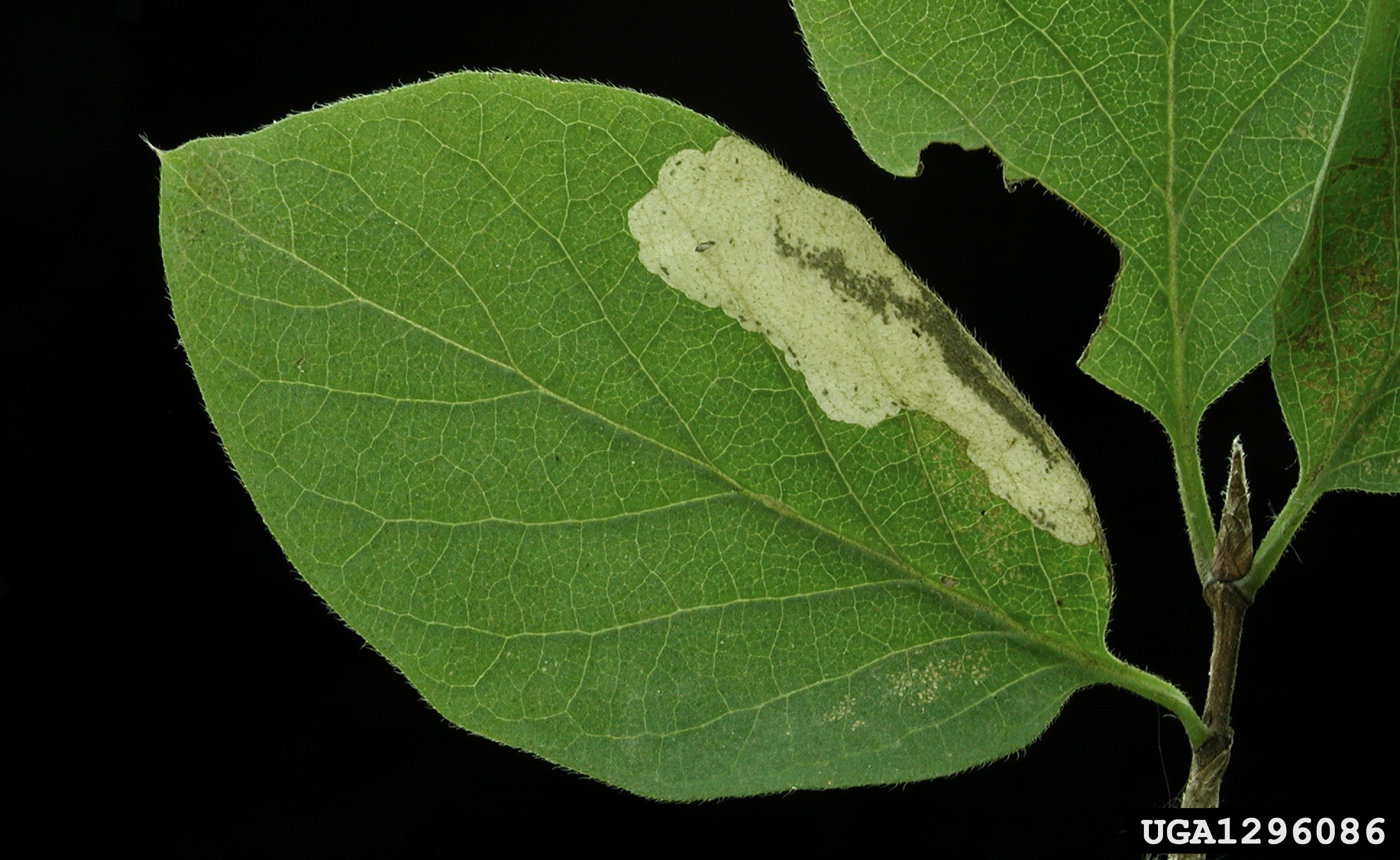
Mina fogliare di alucitide

La pupa è alquanto sottile (più tozza negli Alucitidae) e provvista di appendici unite tra loro e rispetto al corpo.
Negli Alucitidae, il capo appare più allargato e provvisto di una sutura epicraniale, ma è sempre privo di palpi mascellari; nei Tineodidae, invece, il capo rivela robusti lobi piliferi, ma i palpi mascellari sono assenti solo in alcuni generi. Nei Tineodidae la proboscide è molto allungata, tanto da raggiungere l'estremità delle ali; negli Alucitidae si mostra invece più corta, così come le antenne.
Negli Alucitidae, il protorace risulta più stretto del mesotorace, e gli spiracoli tracheali appaiono costretti in una fessura compresa tra pro- e mesotorace. I femori delle zampe anteriori sono esposti.
I segmenti addominali I-IV sono immobili in entrambe le famiglie e gli spiracoli sono piccoli e tondeggianti. L'addome si mostra privo di spinule sulla superficie dorsale.
Il cremaster è assente, ma il X segmento addominale regge un gruppo di circa sei robuste setole uncinate.

## Biologia

### Ciclo biologico
Dopo la fecondazione, le uova sono deposte singolarmente nei tessuti della pianta nutrice.
Negli Alucitidae, le larve si accrescono alle spese di meristemi, fiori, frutti e possono provocare la formazione di cecidi su piante di Centaurea (Asteraceae) e Scabiosa (Caprifoliaceae). Nei Tineodidae, in alcune specie, le larve si creano un rifugio unendo con fili sericei due foglie adiacenti della pianta nutrice, oppure si insinuano all'interno di frutti o semi, andando però a impuparsi altrove.
L'impupamento avviene all'interno di un bozzolo sericeo nei Tineodidae, ma in alcuni Alucitidae si osserva anche la formazione di un astuccio costituito in parte da sedimenti, che si può rinvenire tra gli strati della lettiera o comunque in punti riparati del sottobosco; in questi casi, la pupa non emerge dal bozzolo.
Gli adulti della maggior parte delle specie sono mobili durante la notte o al più al crepuscolo; alcuni Tineodidae si riposano rimanendo con le ali distese e il corpo sollevato sulle lunghe zampe; se disturbati, iniziano a spostarsi ritmicamente avanti e indietro, alzando e abbassando diverse volte le ali. In Tineodes le ali anteriori si sovrappongono a quelle posteriori.

### Periodo di volo
La biologia di diversi membri di questo taxon è ancora sconosciuta o poco nota, tuttavia, gli Alucitidae eurasiatici sembrano essere di regola bivoltini, con un primo periodo di volo compreso tra i mesi di maggio e giugno e un secondo tra luglio e agosto.

### Alimentazione
Le piante nutrici appartengono a diverse famiglie:
- Acanthaceae Miq., 1845
  - Avicennia L., 1753
    - Avicennia marina (Forssk.) Vierh., 1907
- Asteraceae Bercht. & J. Presl, 1820
  - Centaurea L., 1753
    - Centaurea jacea L., 1753 (fiordaliso stoppione)
- Bignoniaceae Juss., 1789
  - Pandorea (Endl.) Spach, 1840
    - Pandorea jasminoides (Lindl.) K.Schum., 1894
    - Pandorea pandorana (Andrews) Steenis, 1928

  - Tecoma Juss., 1789
    - Tecoma fulva (Cav.) G.Don, 1838
- Caprifoliaceae Juss., 1789
  - Knautia L., 1753
    - Knautia arvensis (L.) Coult., 1823 (ambretta)

  - Lonicera L., 1753 (caprifogli)
    - Lonicera microphylla Willd. ex Schult., 1819
    - Lonicera nummulariifolia Jaub. & Spach, 1843
    - Lonicera periclymenum L., 1753
    - Lonicera quinquelocularis Hard., 1799

  - Scabiosa L., 1753
    - Scabiosa columbaria L., 1753
- Lamiaceae Martinov, 1820
  - Ballota L., 1753 (marrubi o cimiciotte)
    - Ballota bullata Pomel, 1874

  - Colquhounia Wall., 1822
    - Colquhounia coccinea Wall., 1822

  - Stachys L., 1753
    - Stachys alpina L., 1753 (betonica alpina)
    - Stachys recta L., 1767
    - Stachys sylvatica L., 1753 (stregona dei boschi)

  - Vitex L., 1753
    - Vitex parviflora A.Juss., 1806
    - Vitex trifolia L., 1753
- Oleaceae Hoffmanns. & Link, 1809
  - Jasminum L., 1753
    - Jasminum simplicifolium G.Forst., 1786
- Phyllanthaceae Martinov, 1820
  - Glochidion J.R.Forst. & G.Forst., 1775
    - Glochidion ferdinandii (Müll.Arg.) F.M.Bailey, 1902
- Putranjivaceae Endl., 1841
  - Drypetes Vahl, 1807
    - Drypetes deplanchei (Brongn. & Gris) Merr., 1951
- Rubiaceae Juss., 1789
  - Coffea L., 1753
    - Coffea arabica L., 1753 (pianta del caffè)

  - Hypobathrum Blume, 1826
    - Hypobathrum frutescens Blume, 1826

  - Plectroniella Robyns, 1928
    - Plectroniella armata (K.Schum.) Robyns, 1928

  - Psydrax Gaertn., 1788
    - Psydrax odorata (G.Forst.) A.C.Sm. & S.P.Darwin, 1988 (Alahe)
    - Psydrax oleifolia (Hook.) S.T.Reynolds & R.J.F.Hend, 2004
    - Psydrax parviflora (Afzel.) Bridson, 1985

### Parassitoidismo
Sono noti fenomeni di parassitoidismo ai danni delle larve di Alucitoidea, da parte di diverse specie di imenotteri appartenenti alle superfamiglie Chalcidoidea e Ichneumonoidea; tra queste citiamo:
- Chalcidoidea Latreille, 1817
  - Eupelmidae Walker, 1833
    - Eupelmus sp. Dalman, 1820
    - Reikosiella melina Yoshimoto, 1969
- Ichneumonoidea Latreille, 1802
  - Braconidae Nees, 1811
    - Bracon pectoralis (Wesmael, 1838)
    - Chelonus (Microchelonus) retusus (Nees, 1816)
    - Chelonus (Microchelonus) rugicollis Thomson, 1874

  - Ichneumonidae Latreille, 1802
    - Campoplex multicinctus Gravenhorst, 1829
    - Heterischnus truncator (Fabricius, 1798)
    - Hyposoter vividus (Holmgren, 1860)
    - Pristomerus hawaiiensis Perkins, 1910
    - Scambus inanis (Schrank, 1802)

## Rilevanza economica
La specie Alucita coffeina (Viette, 1958), del Gabon, provoca ingenti danni alle coltivazioni di caffè.

## Distribuzione e habitat
Il taxon è cosmopolita, ma con differenze di distribuzione tra le due famiglie: gli Alucitidae sono presenti in tutte le ecozone, ma meno numerosi nel Neartico; i Tineodidae sono limitati alle sole ecozone orientale e australasiana, con l'unica eccezione del genere Tephroniopsis, presente in Iran.

## Tassonomia
Gli Alucitidae sono stati posizionati in passato all'interno dei Copromorphoidea, nei Pyraloidea (insieme agli Pterophoridae), oppure in una superfamiglia separata dai Tineodidae. Anche i Tineodidae furono inseriti nei Pyraloidea e negli Pterophoroidea. In ogni caso, entrambe le famiglie differiscono dai Pyralidae ad esempio per l'assenza di organi timpanici e per la presenza di una spirotromba interamente priva di scaglie.
Nel 2015, Heikkilä et al., a seguito di studi molecolari, hanno proposto di trasformare Tineodidae in un mero sinonimo di Alucitidae.

### Famiglie e generi
- Superfamiglia Alucitoidea Leach, 1815 - Entomology, 724[1] (2 famiglie, 20 generi e 242 specie; cosmopolita)[2][4][6][7][26]
  - Famiglia Alucitidae Leach, 1815 - Entomology, 724 (9 generi e 223 specie; cosmopolita)[1]
    - Alinguata Fleming, 1948 - Zoologica, N.Y. 33(1): 39 (1 specie; Neotropico)[27]
    - Alucita Linnaeus, 1758 - Syst. Nat. (ed. 10) 1: 542 (194 specie; cosmopolita)[28] (genere tipo)
    - Hebdomactis Meyrick, 1929 - Exotic Microlepid. 3: 539 (1 specie; Australasia)[29]
    - Hexeretmis Meyrick, 1929 - Exotic Microlepid. 3: 539 (3 specie; Neotropico)[29]
    - Microschismus Fletcher, 1909 - Entomologist 42: 253 (8 specie; Paleotropico)[30][31]
    - Paelia Walker, 1866 - List Spec. lepid. Insects Colln Br. Mus. (35): 1846 (1 specie; Neotropico)[32]
    - Prymnotomis Meyrick, 1931 - Exotic Microlepid. 4: 86 (1 specie; Neotropico)[33]
    - Pterotopteryx Hannemann, 1959 - Dt. ent. Z. (N.F.) 6(1-3): 173 (12 specie; Paleartico e Indomalesia)[34]
    - Triscaedecia Hampson, 1905 - Trans. Ent. Soc. Lond. 1905(2): 247 (2 specie; Indomalesia e Australasia)[35]

  - Famiglia Tineodidae Meyrick, 1885 - Trans. Ent. Soc. Lond. 1885: 422 (11 generi, 19 specie; Paleartico, Indomalesia e Australasia)[36]
    - Anomima Turner, 1922 - Proc. R. Soc. Vict. (n.s.) 35: 55 (1 specie; Australasia)[37]
    - Cenoloba Walsingham, 1885 - Ent. mon. Mag. 21: 176 (4 specie; Indomalesia e Australasia)[38]
    - Epharpastis Meyrick, 1887 - Trans. Ent. Soc. Lond. 1887: 203 (1 specie; Australasia)[39]
    - Euthesaura Turner, 1922 - Proc. R. Soc. Vict. (n.s.) 35: 55 [chiave], 57 (2 specie; Australasia)[37]
    - Euthrausta Turner, 1922 - Proc. R. Soc. Vict. (n.s.) 35: 55 [chiave], 59 (3 specie; Australasia)[37]
    - Neoxychirota Clarke, 1986 - Smithson. Contr. Zool. (No. 416): 14 (1 specie; Australasia)[40]
    - Oxychirota Meyrick, 1885 - Trans. Ent. Soc. Lond. 1885: 438 (3 specie; Indomalesia e Australasia)[36]
    - Palaeodes Hampson, 1913 - Ann. Mag. nat. Hist. (8) 12: 318 (1 specie, Australasia)[41]
    - Tanycnema Turner, 1922 - Proc. R. Soc. Vict. (n.s.) 35: 55 [chiave], 56 (1 specie; Australasia)[37]
    - Tephroniopsis Amsel, 1961 - Ark. Zool. (2) 13(17): 402 (1 specie; Paleartico)[42]
    - Tineodes Guenée, 1854 - in Boisduval & Guenée, Hist. nat. Ins. 8: 236 (1 specie; Australasia)[43]

### Sinonimi
Non sono stati riportati sinonimi.

### Endemismi italiani
I generi Alucita e Pterotopteryx sono presenti nel territorio italiano rispettivamente con tredici e una specie, ma non sono segnalati endemismi italiani.

### Alcune specie

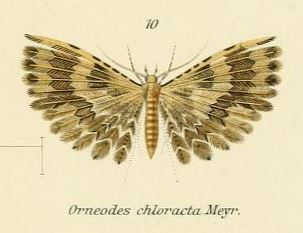
Alucita chloracta (Alucitidae)
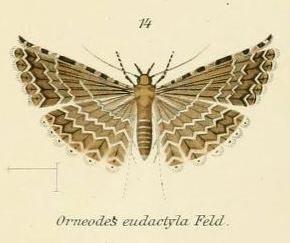
Alucita eudactyla (Alucitidae)
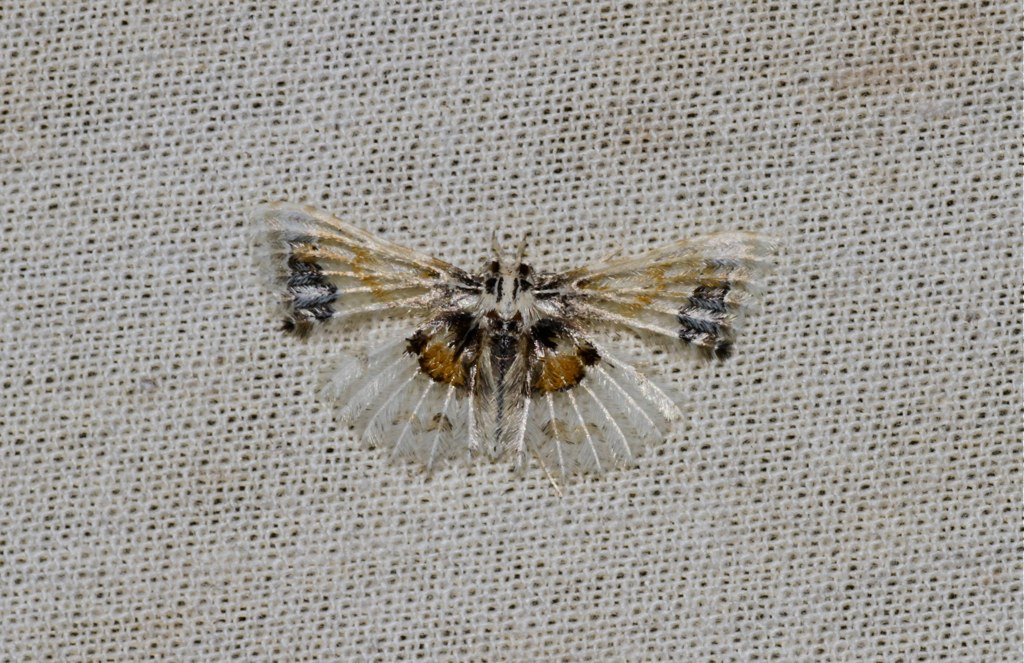
Alucita habrophila (Alucitidae)
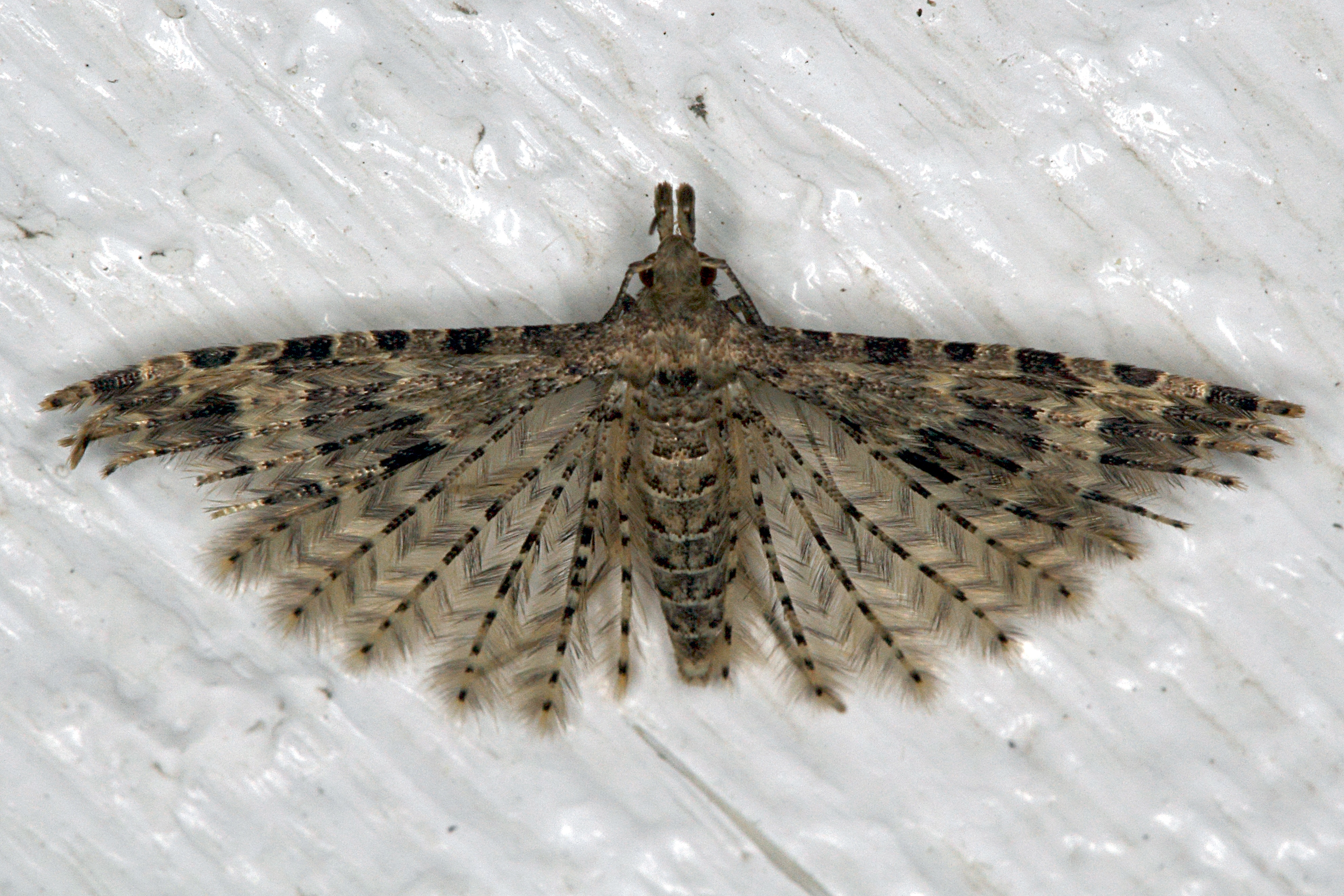
Alucita hexadactyla (Alucitidae)
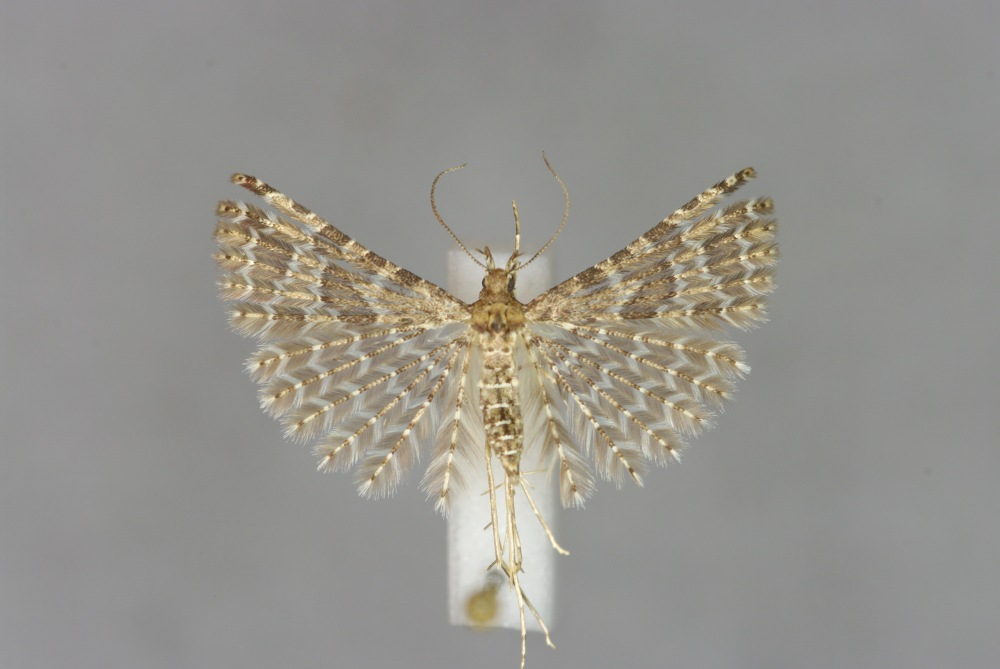
Alucita huebneri (Alucitidae)
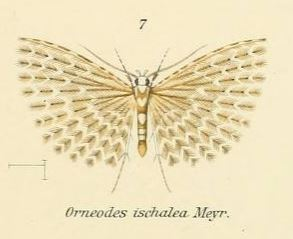
Alucita ischalea (Alucitidae)
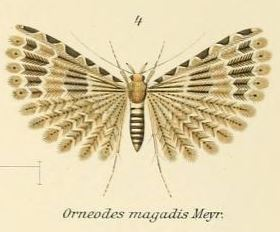
Alucita magadis (Alucitidae)
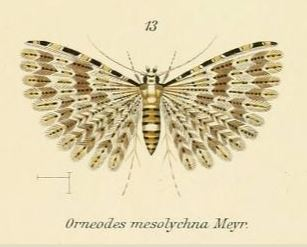
Alucita mesolychna (Alucitidae)
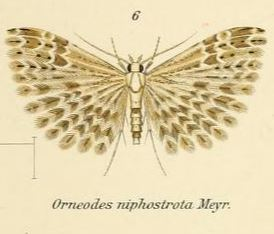
Alucita niphostrota (Alucitidae)
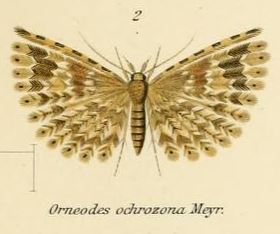
Alucita ochrozona (Alucitidae)
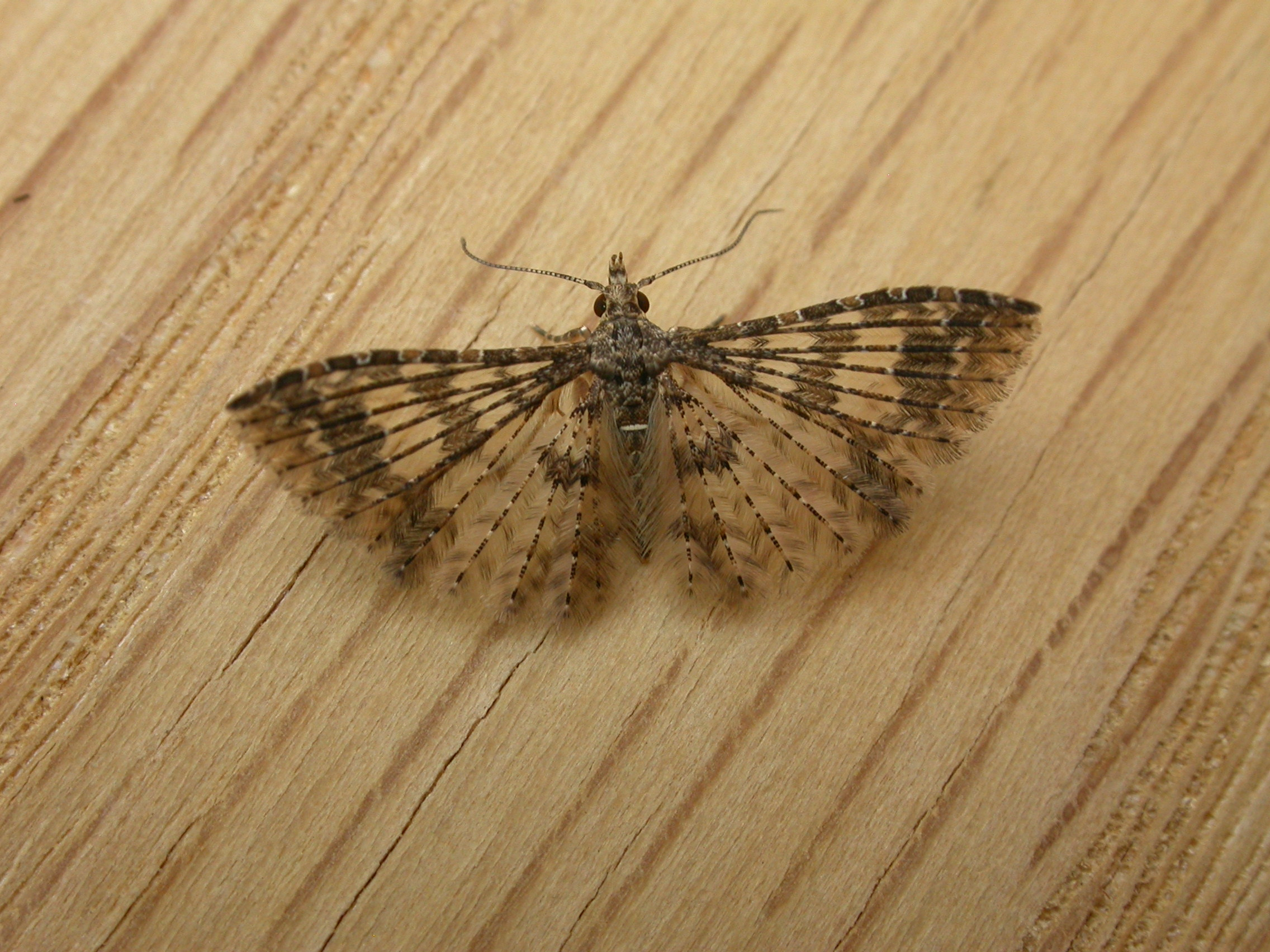
Alucita phricodes (Alucitidae)
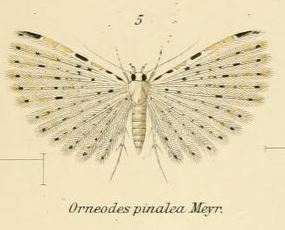
Alucita pinalea (Alucitidae)
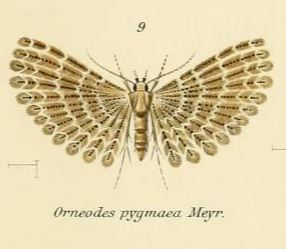
Alucita pygmaea (Alucitidae)
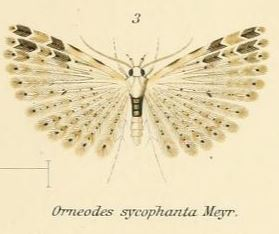
Alucita sycophanta (Alucitidae)
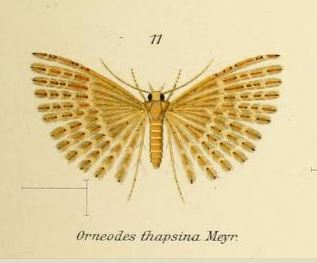
Alucita thapsina (Alucitidae)
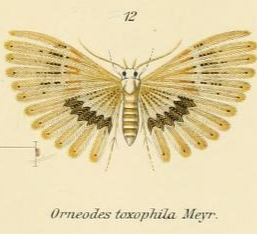
Alucita toxophila (Alucitidae)
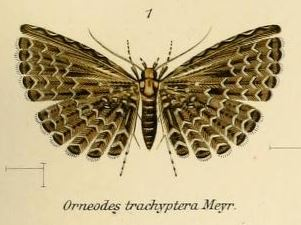
Alucita trachyptera (Alucitidae)
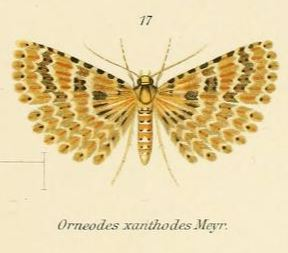
Alucita xanthodes (Alucitidae)
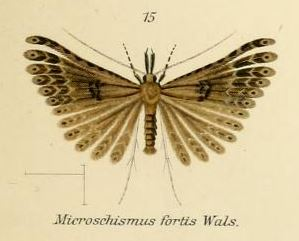
Microschismus fortis (Alucitidae)
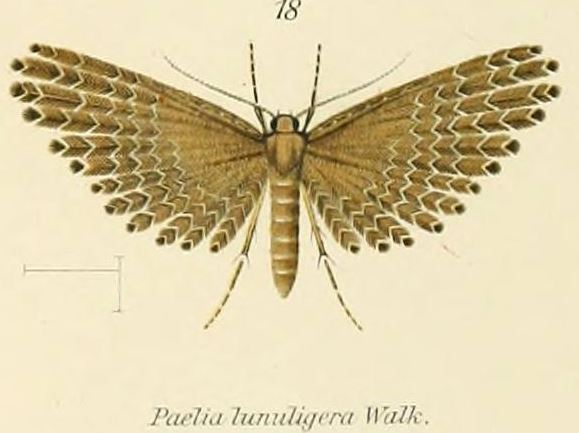
Paelia lunuligera (Alucitidae)
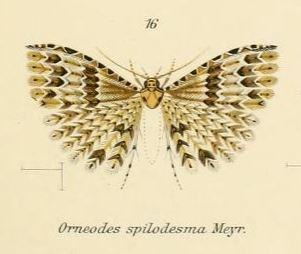
Pterotopteryx spilodesma (Alucitidae)

## Conservazione
Nessuna specie appartenente a questa superfamiglia è stata inserita nella Lista rossa IUCN.

### Pubblicazioni
- (EN) Adamczewski, S., On the systematics and origin of the generic group Oxyptilus Zeller (Lep. Alucitidae) (PDF), in Bulletin of the British Museum (Natural History) Entomology, vol. 1, n. 5, Londra, Order of the Trustees, 1951,  pp. 301-388; pls. 9-20, DOI:10.5962/bhl.part.27232, ISSN 0524-6431 (WC · ACNP), OCLC 21617165.
- (EN) Alipanah, H. & Ustjuzhanin, P., Additional notes to the family Alucitidae from Iran (Lepidoptera: Alucitoidea) (PDF), in SHILAP Revista de Lepidopterología, vol. 42, n. 165, Madrid, Sociedad Hispano-Luso-Americana de Lepidopterología, marzo 2014,  pp. 143-149, ISSN 0300-5267 (WC · ACNP), OCLC 488040713.
- (DE) Amsel, H. G., Die Microlepidopteren der Brandt'schen Iran-Ausbeute 5. Teil, in Arkiv för Zoologi, vol. 13, n. 17, Stoccolma, P.A. Norstedt & Soner, 1961,  pp. 323-445, ISSN 0004-2110 (WC · ACNP), LCCN 05015471, OCLC 923157829.
- (EN) Brock, J. P., A contribution towards an understanding of the morphology and phylogeny of the Ditrysian Lepidoptera (abstract), in Journal of Natural History, vol. 5, n. 1, Londra, Taylor & Francis, 1971,  pp. 29-102, DOI:10.1080/00222937100770031, ISSN 0022-2933 (WC · ACNP), LCCN 68007383, OCLC 363169739.
- (EN) Busck, A., On the classification of the Microlepidoptera, in Proceedings of the Entomological Society of Washington, vol. 16, n. 2, Washington, 16 giugno 1914,  pp. 46-54, ISSN 0013-8797 (WC · ACNP), LCCN 08018808, OCLC 630167895.
- (EN) Busck, A., On the female genitalia of the Microlepidoptera and their importance in the classification and determination of these moths, in Bulletin of the Brooklyn Entomological Society, vol. 26, Lancaster, Pa., 1931,  pp. 199-216, ISSN 1051-8940 (WC · ACNP), LCCN 90000415, OCLC 22146677.
- (EN) Byun, B.-K., Alucitidae (Lepidoptera) of Korea: Description of a new species and records of two previously unrecorded species (abstract), in Zootaxa, vol. 1188, Auckland, Nuova Zelanda, Magnolia Press, 28 aprile 2006,  pp. : 37–47 (2006), DOI:10.11646/zootaxa.1188.1.3, ISSN 1175-5334 (WC · ACNP), OCLC 70871314.
- (EN) Byun, B.-K.; Han, H.-L.; Park, K.-T., Discovery of a Multi-Plumed Moth, Alucita japonica (Matsumura), (Lepidoptera: Alucitidae) from China (PDF), in Korean Journal of Systematic Zoology, vol. 26, n. 3, Seul, The Korean Society of Systematic Zoology, novembre 2010,  pp. 325-327, DOI:10.5635/KJSZ.2010.26.3.325, ISSN 2233-7687 (WC · ACNP), LCCN 90657738, OCLC 5865766327.
- (EN) Byun, B.-K.; Park, K.-T., Discovery of two new species of Alucitidae (Lepidoptera) from Vietnam (abstract), in Zootaxa, vol. 1390, Auckland, Nuova Zelanda, Magnolia press, 11 gennaio 2007,  pp. 51-57, ISSN 1175-5334 (WC · ACNP), OCLC 6883466823.
- (EN) Carlson, J. E.; Harms, K. E., The benefits of bathing buds: water calyces protect from a microlepidopteran herbivore (PDF), in Biology Letters, vol. 3, n. 4, 22 agosto 2007,  pp. 405-407, DOI:10.1098/rsbl.2007.0095, ISSN 1744-9561 (WC · ACNP), LCCN 2005251072, OCLC 678615846, PMID 17439846.
- (EN) Clarke, J. F. G., Pyralidae and Microlepidoptera of the Marquesas Archipelago (PDF), in Smithsonian Contribution to Zoology, vol. 416, Washington D.C., Smithsonian Institution Press, 1986,  pp. 1-485, DOI:10.5479/si.00810282.416, ISSN 1943-6696 (WC · ACNP), LCCN 85600124, OCLC 12163089.
- (EN) Common, I. F. B., Evolution and Classification of the Lepidoptera (abstract), in Annual Review of Entomology, vol. 20, Palo Alto, California, Entomological Society of America, gennaio 1975,  pp. 183-203, DOI:10.1146/annurev.en.20.010175.001151, ISSN 0066-4170 (WC · ACNP), LCCN 56005750, OCLC 1321134 (archiviato dall'url originale il 3 febbraio 2019).
- (EN) Dugdale, J. S., Female Genital Configuration in the Classification of Lepidoptera (PDF), in New Zealand Journal of Zoology, vol. 1, n. 2, Wellington, 1974,  pp. 127-146, DOI:10.1080/03014223.1974.9517821, ISSN 1175-8821 (WC · ACNP), OCLC 60524666.
- (EN) Fazekas, I., Provisional atlas and checklist of the Alucitidae fauna of Hungary (Lepidoptera) (PDF), in Natura Somogyiensis, vol. 17, Kaposvár, 2010,  pp. 257-272.
- (EN) Fleming, H., A new genus and species of Orneodidae (moths) from Rancho Grande, north-central Venezuela (PDF), in Zoologica. (New York), vol. 33, n. 1, New York, New York Zoological Society, 20 aprile 1948,  pp. 39-43, ISSN 0044-507X (WC · ACNP), LCCN sv89089152, OCLC 752966249.
- (EN) Fletcher, T. B., A new genus and species of Orneodidæ (Lep.) (PDF), in The Entomologist, vol. 42, n. 557, Londra, Simpkin, Marshall & Co., ottobre 1909,  p. 253, ISSN 0013-8878 (WC · ACNP), LCCN sn86022951, OCLC 7322611.
- (EN) Fletcher, T. B., A new south american plume-moth (Lepidoptera, Alucitidae) (abstract), in Proceedings of the Royal Entomological Society of London. Series B, Taxonomy, vol. 9, n. 5, Londra, Royal Entomological Society, maggio 1940,  pp. 83-84, DOI:10.1111/j.1365-3113.1940.tb00350.x, ISSN 0375-0434 (WC · ACNP), LCCN 40002042, OCLC 4642167044.
- (EN) Gielis, C., Additions to the Alucitidae of Papua, Indonesia (Lepidoptera) (PDF), in Boletín Sociedad Entomológica Aragonesa, vol. 44, Saragozza, Sociedad Entomológica Aragonesa, giugno 2009,  pp. 15-33, ISSN 1134-6094 (WC · ACNP), OCLC 499822991.
- (EN) Hampson, G. F., On three remarkable new genera of Microlepidoptera (PDF), in Transactions of the Entomological Society of London, vol. 1905, n. 2, Londra, Entomological Society of London, 15 luglio 1905,  pp. 245-249, ISSN 0035-8894 (WC · ACNP), LCCN sn88024445, OCLC 5156754886.
- (EN) Hampson, G. F., Descriptions of new Species of Pyralidaæ of the Subfamily Pyraustinæ (PDF), in The Annals and Magazine of natural History, 12 (VIII serie), Londra, Taylor and Francis, Ltd., 1913,  pp. 299-319, ISSN 0374-5481 (WC · ACNP), LCCN sn86012506, OCLC 1481361.
- (DE) Hannemann, H.-J., Über die Gattungszugehörigkeit von Alucita [Orneodes] dodecadactyla Hübner. (Lep. Alucitidae) (abstract), in Deutsche entomologische Zeitschrift, vol. 6, n. 1-3, Berlino, Deutsche Entomologische Gesellschaft, 1959,  pp. 170-173, DOI:10.1002/mmnd.19590060119, ISSN 1435-1951 (WC · ACNP), LCCN 14006507, OCLC 5157053000.
- (EN) Hashimoto, S., The genus Alucita of Japan (Lepidoptera: Pterophoridae) (PDF), in Tyô to Ga, vol. 34, n. 3, Osaka, Nihon Rinshi Gakkai, 1984,  pp. 111-123, ISSN 0024-0974 (WC · ACNP), LCCN 79640633, OCLC 499958641.
- (EN) Heikkilä, M., Mutanen, M., Wahlberg, N., Sihvonen, P., Kaila, L., Elusive ditrysian phylogeny: an account of combining systematized morphology with molecular data (Lepidoptera) (PDF), in BMC Evolutionary Biology, vol. 15, n. 1, Londra, BioMed Central, 21 novembre 2015,  p. 260, DOI:10.1186/s12862-015-0520-0, ISSN 1471-2148 (WC · ACNP), LCCN 2002243069, OCLC 944275977, PMID 26589618.
- (EN) Heppner, J. B., Faunal Regions and the Diversity of Lepidoptera (abstract), in Tropical Lepidoptera, vol. 2, Suppl. 1, Gainesville, FL, Association for Tropical Lepidoptera, 1991,  p. 85, ISSN 1048-8138 (WC · ACNP), LCCN 91641730, OCLC 25170208.
- (EN) Korb, S. K., A new subspecies of Alucita kosterini Ustjuzhanin, 1999 (Lepidoptera: Alucitidae) from the Turkestansky mountain ridge, Tajikistan (abstract), in Entomologist's Gazette, vol. 64, n. 1, Faringdon, E.W. Classey, 15 febbraio 2013,  pp. 55-60, ISSN 0013-8894 (WC · ACNP), LCCN sf93093861, OCLC 830398262.
- (EN) Krenn, H. W., Feeding mechanisms of adult Lepidoptera: structure, function, and evolution of the mouthparts (abstract), in Annual Review of Entomology, vol. 55, Palo Alto, California, Annual Reviews, gennaio 2010,  pp. 307-327, DOI:10.1146/annurev-ento-112408-085338, ISSN 0066-4170 (WC · ACNP), LCCN a56005750, OCLC 475678309, PMID 19961330.
- (EN) Kristensen, N. P., The Morphological and Functional Evolution of the Mouthparts in Adult Lepidoptera (abstract), in Opuscula Entomologica, vol. 33, Lund, Entomologiska sällskapet, 1968,  pp. 69-72, ISSN 0375-0205 (WC · ACNP), LCCN 70020995, OCLC 1761351.
- (EN) Kristensen, N. P., Scoble, M. J. & Karsholt, O., Lepidoptera phylogeny and systematics: the state of inventorying moth and butterfly diversity (PDF), in Zootaxa, vol. 1668, Auckland, Nuova Zelanda, Magnolia Press, 21 dicembre 2007,  pp. 699-747, ISSN 1175-5326 (WC · ACNP), OCLC 838570989.
- (RU) Kuznetzov, V. I. & Stekolnikov, A. A., Functional morphology of the male genitalia of the Pyraloidea of the Palaearctic fauna, in Trudy Zool. Inst. Acad Sci. USSR, vol. 83, 1979,  pp. 46-96.
- (EN) Landry, B. and Landry, J.-F., The genus Alucita in North America, with description of two new species (Lepidoptera: Alucitidae) (abstract), in The Canadian Entomologist, vol. 136, n. 4, Ottawa, Entomological Society of Canada, 2 agosto 2004,  pp. 553-579, DOI:10.4039/n03-095, ISSN 0008-347X (WC · ACNP), LCCN agr38000066, OCLC 4796188347.
- (EN) Meyrick, E., On the classification of the Australian Pyralidina (PDF), in Transactions of the Entomological Society of London, vol. 1885, Londra, Entomological Society of London, 1885,  pp. 421-456, ISSN 0035-8894 (WC · ACNP), LCCN sn88024445, OCLC 2334186.
- (EN) Meyrick, E., On Pyralidina from Australia and the South Pacific (PDF), in Transactions of the Entomological Society of London, vol. 1887, Londra, Entomological Society of London, 1887,  pp. 185-268, ISSN 0035-8894 (WC · ACNP), LCCN sn88024445, OCLC 2334186.
- (FR) Minet, J., Étude morphologique et phylogénétique des organes tympaniques des Pyraloidea. 1. Généralités et homologies. (Lep. Glossata), in Annales Société Entomologique de France, vol. 19, Parigi, La Société Abingdon Oxon, 1983,  pp. 175-207, ISSN 0037-9271 (WC · ACNP), LCCN 2012200144, OCLC 85447298.
- (EN) Minet, J., Tentative reconstruction of the ditrysian phylogeny (Lepidoptera: Glossata) (abstract), in Entomologica scandinavica, vol. 22, n. 1, Stenstrup, Danimarca, Apollo Books, 1991,  pp. 69-95, DOI:10.1163/187631291X00327, ISSN 1399-560X (WC · ACNP), LCCN 70020995, OCLC 5672447005.
- (EN) Mosher E., A Classification of the Lepidoptera Based on Characters of the Pupa, in Bulletin of the Illinois State Laboratory of Natural History, vol. 1912, n. 2, Urbana, Illinois, Illinois State Laboratory of Natural History, marzo 1916,  p. 62, DOI:10.5962/bhl.title.70830, ISSN 0073-5272 (WC · ACNP), LCCN 16027309, OCLC 2295354.
- (EN) Mutanen, M., Wahlberg, N. & Kaila, L., Comprehensive gene and taxon coverage elucidates radiation patterns in moths and butterflies (PDF), in Proceedings of the Royal Society (B), vol. 277, n. 1695, Londra, The Royal Society, maggio 2010,  pp. 2839-2848, DOI:10.1098/rspb.2010.0392, ISSN 0080-4649 (WC · ACNP), LCCN 93660116, OCLC 672416662, PMID 20444718.
- (EN) Mutuura, A., Morphology of the Female Terminalia in Lepidoptera, and Its Taxonomic Significance (abstract), in Canadian Entomologist, vol. 104, n. 7, Ottawa, Entomological Society of Canada, 31 luglio 1972,  pp. 1055-1071, DOI:10.4039/Ent1041055-7, ISSN 0008-347X (WC · ACNP), LCCN agr38000066, OCLC 4662161307.
- (FR) Nel, J., Espèces nouvelles ou rarement signalées de microlépidoptères des Alpes méridionales françaises (Lepidoptera, Alucitidae, Gelechiidae, Elachistidae, Ochsenheimeriidae), in Bulletin de la société entomologique de France, vol. 106, n. 1, Parigi, La Société, 2001,  pp. 101-104, ISSN 0037-928X (WC · ACNP), LCCN sn94086710, OCLC 1765811.
- (EN) van Nieukerken, E. J., Kaila, L., Kitching, I. J., Kristensen, N. P., Lees, D. C., Minet, J., Mitter, C., Mutanen, M., Regier, J. C., Simonsen, T. J., Wahlberg, N., Yen, S.-H., Zahiri, R., Adamski, D., Baixeras, J., Bartsch, D., Bengtsson, B. Å., Brown, J. W., Bucheli, S. R., Davis, D. R., De Prins, J., De Prins, W., Epstein, M. E., Gentili-Poole, P., Gielis, C., Hättenschwiler, P., Hausmann, A., Holloway, J. D., Kallies, A., Karsholt, O., Kawahara, A. Y., Koster, S. (J. C.), Kozlov, M. V., Lafontaine, J. D., Lamas, G., Landry, J.-F., Lee, S., Nuss, M., Park, K.-T., Penz, C., Rota, J., Schintlmeister, A., Schmidt, B. C., Sohn, J.-C., Solis, M. A., Tarmann, G. M., Warren, A. D., Weller, S., Yakovlev, R. V., Zolotuhin, V. V., Zwick, A., Order Lepidoptera Linnaeus, 1758. In: Zhang, Z.-Q. (Ed.) Animal biodiversity: An outline of higher-level classification and survey of taxonomic richness (PDF), in Zootaxa, vol. 3148, Auckland, Nuova Zelanda, Magnolia Press, 23 dicembre 2011,  pp. 212-221, ISSN 1175-5334 (WC · ACNP), OCLC 971985940.
- (EN) Noirot, C. & Quennedey, A., Fine structure of insect epidermal glands (abstract), in Annual Review of Entomology, vol. 19, n. 1, Palo Alto, California, Entomological Society of America, gennaio 1974,  pp. 61-80, DOI:10.1146/annurev.en.19.010174.000425, ISSN 0066-4170 (WC · ACNP), LCCN a56005750, OCLC 4761120733.
- (EN) Norberg, R. Å., Flight characteristics of two plume moths, Alucita pentadactyla L. and Orneodes hexadactyla L. (Microlepidoptera) (abstract), in Zoologica Scripta, vol. 1, n. 5, Oxford, Blackwell Science, dicembre 1972,  pp. 241-246, DOI:10.1111/j.1463-6409.1972.tb00573.x, ISSN 0300-3256 (WC · ACNP), LCCN 72625949, OCLC 5153804153.
- (ES) Pastrana, J. A., Dos nuevas especies de Orneodidae de la Argentina y Paraguay (Lep.) (PDF), in Anales de la Sociedad Científica Argentina, vol. 152, n. 3, Buenos Aires, Sociedad Científica Argentina, settembre 1951,  pp. 116-126, ISSN 0037-8437 (WC · ACNP), LCCN 18004381, OCLC 1765722.
- (EN) Oliver, P. J., Many-plumed Moth Alucita hexadactyla Linnaeus, 1758 (Lep.: Alucitidae) - extended copulation period (PDF), in The Entomologist's record record and journal of variation, vol. 116, part 4, Londra, Charles Phipps, 2004,  pp. 146-147, ISSN 0013-8916 (WC · ACNP), LCCN unk82014965, OCLC 198134914.
- (EN) Philpott, A., The maxillae in the Lepidoptera (PDF), in Transactions of the New Zealand Institute, vol. 57, Wellington, Royal Society of New Zealand, 22 febbraio 1927,  pp. 721-746, ISSN 1176-6158 (WC · ACNP), OCLC 84073801.
- (EN) Pohl, G. R.; Anweiler, G. G.; Schmidt, B. C.; Kondla, N. G., An annotated list of the Lepidoptera of Alberta, Canada (PDF), in ZooKeys, 38 (special issue), Sofia, Bulgaria, Pensoft Publishers, 5 marzo 2010,  pp. 1-549, DOI:10.3897/zookeys.38.383, ISBN 9789546425348, ISSN 1313-2970 (WC · ACNP), OCLC 610829355.
- (EN) Regier, J. C.; Mitter, C.; Zwick, A.; Bazinet, A. L.; Cummings, M. P.; Kawahara, A. Y.; Sohn, J. C.; Zwickl, D. J.; Cho, S.; Davis, D. R.; Baixeras, J.; Brown, J.; Parr, C.; Weller, S.; Lees, D. C.; Mitter, K. T., A large-scale, higher-level, molecular phylogenetic study of the insect order Lepidoptera (moths and butterflies) (PDF), in PLoS ONE, vol. 8, n. 3, 12 marzo 2013,  p. e58568, DOI:10.1371/journal.pone.0058568, ISSN 1932-6203 (WC · ACNP), LCCN 2006214532, OCLC 836035143, PMID 23554903.
- (DE) Scholz, A. & Jäckh, E., Taxonomie und Verbreitung der westpaläarktischen Alucita-Arten (Lepidoptera : Alucitidae [Orneodidae]), in Alexanor, vol. 18, 4 (suppl.), Parigi, P. Andre, 1994,  pp. 3-63, ISSN 0002-5208 (WC · ACNP), OCLC 3739431.
- (EN) Smith, E. L., Evolutionary morphology of external insect genitalia. 1. Origin and relationships to other appendages (PDF), in Annals of the Entomological Society of America, vol. 62, n. 5, College Park, Md., 15 settembre 1969,  pp. 1051-1079, ISSN 0013-8746 (WC · ACNP), LCCN 08018807, OCLC 5722264149 (archiviato dall'url originale il 27 luglio 2018).
- (RU, EN) Stekol'nikov, A. A., Functional Morphology of the Copulatory Apparatus in the Primitive Lepidoptera and General Evolutionary Trends in the Genitalia of the Lepidoptera, in Энтомологическое обозрение (Ėntomologičeskoe obozrenie = Entomological review), vol. 46, n. 3, Leningrado, Наука (Nauka), 1967,  pp. 400-409, ISSN 0367-1445 (WC · ACNP), OCLC 7619241.
- (DE) Sutter, R., Beiträge zur Insektenfauna der DDR: Lepidoptera-Alucitidae, in Beiträge zur Entomologie, vol. 40, Keltern, Goecke & Evers, 1990,  pp. 113-119, ISSN 0005-805X (WC · ACNP), OCLC 1519372.
- (EN) Turner, A. J., Studies on Australian Lepidoptera (PDF), in Proceedings of the Royal Society of Victoria (new series), vol. 35, Melbourne, Victoria, Royal Society of Victoria, 1922,  pp. 26-62, ISSN 0035-9211 (WC · ACNP), LCCN 17028024, OCLC 1764622.
- (RU) Ustjuzhanin, P. Ya., A new Alucitid moth species from Montane Altai and South-East Kazakhstan (Lepidoptera, Alucitidae), in Vestnik zoologii. Otdelnyĭ vypusk., vol. 4, Kyiv, Ucraina, Schmalhausen Institute of Zoology, 1993,  pp. 83-85, ISSN 2073-2333 (WC · ACNP), OCLC 47289168.
- (EN) Ustjuzhanin, P. Ya., New and little-known Palaearctic species of Alucitidae (Lepidoptera) (PDF), in Far Eastern Entomologist, vol. 68, Vladivostok, Far East Branch of the Russian Entomological Society and Laboratory of Entomology, Institute of Biology and Pedology, gennaio 1999,  pp. 1-7, ISSN 1026-051X (WC · ACNP), LCCN 2009214749, OCLC 40461919 (archiviato dall'url originale l'11 novembre 2016).
- (EN) Ustjuzhanin, P. Ya. and Kovtunovich, V., A revision of the genus Microschismus Fletcher, 1909 (Lepidoptera: Alucitidae) (PDF), in African Invertebrates, vol. 52, n. 2, Pietermaritzburg, Council of the Natal Museum, dicembre 2011,  pp. 557-570, DOI:10.5733/afin.052.0215, ISSN 2305-2562 (WC · ACNP), LCCN 2002229168, OCLC 900964529.
- (EN) Ustjuzhanin, P. Ya.; Kovtunovich, V., New data on the many-plumed moths (Alucitidae, Lepidoptera) of the Far East of Russia (PDF), in Nota Lepidopterologica, vol. 37, n. 2, Karlsruhe, Societas Europaea Lepidopterologica, 27 ottobre 2014,  pp. 135-139, DOI:10.3897/nl.37.8350, ISSN 0342-7536 (WC · ACNP), OCLC 5702924546.
- (EN) Ustjuzhanin, P. Ya. and V. N. Kovtunovich, V. N., A new species of many-plumed moths (Lepidoptera, Alucitidae) from the south of the West Siberian Plain (PDF), in Far Eastern Entomologist, vol. 322, Vladivostok, Far East Branch of the Russian Entomological Society and Laboratory of Entomology, Institute of Biology and Pedology, 2016,  pp. 17-20, ISSN 1026-051X (WC · ACNP), LCCN 2009214749, OCLC 488214393 (archiviato dall'url originale l'11 novembre 2016).
- (EN) Ustjuzhanin, P. Ya.; Kovtunovich, V., The Alucitidae (Lepidoptera) of Malawi with descriptions of five new species (abstract), in Zootaxa, vol. 4126, n. 4, Auckland, Nuova Zelanda, Magnolia Press, 21 giugno 2016,  pp. 533-547, DOI:10.11646/zootaxa.4126.4.5, ISSN 1175-5326 (WC · ACNP), OCLC 6458271594.
- (EN) Ustjuzhanin, P. Ya.; Kovtunovich, V.; Yakovlev, R., Alucitidae (Lepidoptera), a new family for the Mongolian fauna (PDF), in Nota Lepidopterologica, vol. 39, n. 1, Karlsruhe, Societas Europaea Lepidopterologica, 13 maggio 2016,  pp. 61-66, DOI:10.3897/nl.39.8559, ISSN 0342-7536 (WC · ACNP), OCLC 6042592219.
- (EN) Ustjuzhanin, P.; Kovtunovich, V.; Sáfián, S.; Maicher, V.; Tropek, R., A newly discovered biodiversity hotspot of many-plumed moths in the Mount Cameroon area: first report on species diversity, with description of nine new species (Lepidoptera, Alucitidae) (PDF), in ZooKeys, vol. 777, Sofia, Bulgaria, Pensoft Publishers, 30 luglio 2018,  pp. 119-139, DOI:10.3897/zookeys.777.24729, ISSN 1313-2970 (WC · ACNP), OCLC 610829355.
- (EN) Vargas, H. A., A New Species of Alucita L. (Lepidoptera: Alucitidae) from Northern Chile (PDF), in Neotropical Entomology, vol. 40, n. 1, Londrina, PR, Sociedade Entomológica do Brasil, febbraio 2011,  pp. 85-88, ISSN 1519-566X (WC · ACNP), LCCN 2009263237, OCLC 4796481952, PMID 21437487.
- (EN) Walsingham, T., Characters of two new genera of Pterophoridæ from specimens in the British Museum (PDF), in The Entomologist's monthly magazine, vol. 21, Oxford, Entomologist's Monthly Magazine Ltd., gennaio 1885,  pp. 175-176, ISSN 0013-8908 (WC · ACNP), LCCN 06002228, OCLC 1568052.
- (EN) Wiegmann, B. M., Mitter, C., Regier, J. C., Friedlander, T. P., Wagner, D. M. & Nielsen, E. S., Nuclear genes resolve Mesozoic-aged divergences in the insect order Lepidoptera (abstract), in Molecular Phylogenetics and Evolution, vol. 15, n. 2, Orlando, FL, Academic Press, maggio 2000,  pp. 242-259, DOI:10.1006/mpev.1999.0746, ISSN 1095-9513 (WC · ACNP), LCCN 93648932, OCLC 36950039, PMID 10837154.
- (RU) Zagulajev, A. K., New and little known species of moths (Lepidoptera: Psychidae, Tineidae, Pterophoridae, Alucitidae) of the fauna of Russia and neighbouring territories, in Entomologicheskoe obozrenie, vol. 75, n. 1, San Pietroburgo, Leningrad Nauka, 1996,  pp. 117-131, ISSN 0367-1445 (WC · ACNP), LCCN 54045655, OCLC 2446733.

### Testi
- (EN) Ax, P., The Phylogenetic System of the Metazoa, collana Multicellular Animals, Kinsey, S. (traduttore), Volume II, Berlino, Heidelberg, New York, Springer-Verlag, 2000,  pp. XXIV, 396, DOI:10.1007/978-3-662-10396-8, ISBN 9783540674061, LCCN 96015839, OCLC 851367457.
- (FR) Boisduval, J.-B. A. D. et Guenée, A., Histoire naturelle des insectes. Spécies général des lépidoptères (PDF), Volume 9 [t. 8], Parigi, Roret, 1854,  p. 448, DOI:10.5962/bhl.title.9194, ISBN non esistente, LCCN agr03000771, OCLC 5505272.
- (EN) Capinera, J. L. (Ed.), Encyclopedia of Entomology, 4 voll., 2nd Ed., Dordrecht, Springer Science+Business Media B.V., 2008,  pp. lxiii + 4346, ISBN 978-1-4020-6242-1, LCCN 2008930112, OCLC 837039413.
- (EN) Chapman, R. F., The insects: structure and function, 4ª edizione, Cambridge, Cambridge University Press, 1998,  pp. xvii, 770, ISBN 0-521-57048-4, LCCN 97035219, OCLC 37682660.
- (EN) Common, I. F. B., Moths of Australia, Slater, E. (fotografie), Carlton, Victoria, Melbourne University Press, 1990,  pp. vi, 535, 32 con tavv. a colori, ISBN 9780522843262, LCCN 89048654, OCLC 220444217.
- (EN) Ferholm, B.; Bremer, K. and Jornvall, H. (Eds), The hierarchy of life: molecules and morphology in phylogenetic analysis: proceedings from Nobel Symposium 70 held at Alfred Nobel's Björkborn, Karlskoga, Sweden, August 29-September 2, 1988, collana International congress series, no. 824, Amsterdam/New York, Elsevier, 1989,  pp. xiii, 499, ISBN 9780444810731, LCCN 89001132, OCLC 19129518.
- (EN) Fletcher, T. B., Life-histories of Indian Microlepidoptera : Alucitidae (Pterophoridae), Tortricina and Gelechiadae, Nagpur, Dattsons, 1992,  p. 58, ISBN 9788171920099, OCLC 71656189.
- (EN) Gielis, C., World catalogue of insects, Vol. 4: Pterophoroidea & Alucitoidea (Lepidoptera), Stenstrup, Danimarca, Apollo Books, 2003  [1998],  p. 198, ISBN 9788788757682, LCCN 2006356329, OCLC 51968033.
- (FR) Grassé, P.-P. (a cura di), Traité de Zoologie, fascicolo 10, Parigi, Masson, 1951,  pp. 174-448 + pls. 1-3, ISBN non esistente, LCCN 49002833, OCLC 11807259.
- (EN) Grimaldi, D. A.; Engel, M. S., Evolution of the insects, Cambridge [U.K.]; New York, Cambridge University Press, maggio 2005,  pp. xv + 755, ISBN 978-0-521-82149-0, LCCN 2004054605, OCLC 56057971.
- (EN) Hennig, W., Phylogenetic Systematics, Urbana, Illinois, University of Illinois Press, 1966,  pp. XIII, 263, DOI:10.1002/mmnd.19820290131, ISBN 9780252068140, LCCN 78031969, OCLC 744772.
- (JA) Inoue, H., Check list of the Lepidoptera of Japan - Part 2: Alucitidae - Epicopeidae, Tokyo, Rikusuisha, 1955,  pp. 113-217, ISBN non esistente, OCLC 770706878.
- (EN) Kristensen, N. P. (Ed.), Handbuch der Zoologie / Handbook of Zoology, Band 4: Arthropoda - 2. Hälfte: Insecta - Lepidoptera, moths and butterflies, Kükenthal, W. (Ed.), Fischer, M. (Scientific Ed.), Teilband/Part 35: Volume 1: Evolution, systematics, and biogeography, ristampa 2013, Berlino, New York, Walter de Gruyter, 1999  [1998],  pp. x, 491, ISBN 978-3-11-015704-8, OCLC 174380917.
- (EN) Leach, W. E., Entomology (PDF), Philadelphia, E. Parker, 1815,  p. 758, DOI:10.5962/bhl.title.66019, ISBN non esistente, OCLC 904790806.
- (FR) Leraut, P. J. A., Liste systématique et synonymique des Lépidoptères de France, Belgique et Corse, collana Société entomologique de France - Supplem., Parigi, Alexanor, 1980,  p. 334, ISBN 9782903273019, OCLC 7215870.
- (LA) Linnaeus, C., Pars II, in Systema naturæ[collegamento interrotto], Tom. I, Editio duodecima, reformata, Holmiæ, Laurentius Salvius, 1767,  p. 1328, ISBN non esistente, LCCN agr11000908, OCLC 897527988.
- (EN) Mackerras, L. M. (Ed.), The Insects of Australia. A Textbook for Students and Research Workers, Melbourne, Melbourne University Press, luglio 1970,  pp. xiii 1029, ISBN 9780522838374, LCCN 70461097, OCLC 68933.
- (EN) Meyrick, E., A Revised Handbook of British Lepidoptera, Londra, Watkins and Doncaster, 1928,  pp. vi, 914, ISBN non esistente, LCCN agr28000899, OCLC 676717933.
- (EN) Meyrick, E., Exotic microlepidoptera (PDF), vol. 3, 2ª edizione, Hampton (Middx.), E. W. Classey Ltd., 1929,  p. 640, DOI:10.5962/bhl.title.57905, ISBN 9780900848018, LCCN 73420356, OCLC 28824.
- (EN) Parker, S. B. (Ed.), Synopsis and classification of living organisms, vol. 2, New York, McGraw-Hill, 1982,  p. 1119, ISBN 9780070790315, LCCN 81013653, OCLC 7732464.
- (EN) Scoble, M. J., The Lepidoptera: Form, Function and Diversity, seconda edizione, London, Oxford University Press & Natural History Museum, 2011  [1992],  pp. xi, 404, ISBN 978-0-19-854952-9, LCCN 92004297, OCLC 25282932.
- (EN) Stehr, F. W. (Ed.), Immature Insects, 2 volumi, seconda edizione, Dubuque, Iowa, Kendall/Hunt Pub. Co., 1991  [1987],  pp. ix, 754, ISBN 9780840337023, LCCN 85081922, OCLC 13784377.
- Tremblay, E., Entomologia applicata, volume II - Parte II, 3ª edizione, Napoli, Liguori, 1999  [1993],  p. 437, ISBN 88-207-1405-1, OCLC 879888961.
- (EN) Upton, M. S. & Mantle, B., Methods for Collecting, Preserving and Studying Insects and Other Terrestrial Arthropods, collana Australian Entomological Society. Miscellaneous Publication, Vol. 3, 5ª edizione, Canberra, Australian Entomological Society, 2010  [1991],  p. 81, DOI:10.1111/j.1440-6055.2012.00871.x, ISBN 9780646543376, LCCN 95122853, OCLC 670535959.
- (EN) Walker, F., List of the specimens of lepidopterous insects in the collection of the British Museum (PDF), parte 35, Londra, Order of the Trustees, 1866,  p. 2040, DOI:10.5962/bhl.title.58221, ISBN 9781354973349, LCCN agr04000350, OCLC 9610924.